# Кінгстон (Іллінойс)
Кінгстон (англ. Kingston) — селище (англ. village) в США, в окрузі Декальб штату Іллінойс. Населення — 20 осіб (2020).

## Географія
Кінгстон розташований за координатами 42°6′4″ пн. ш. 88°45′48″ зх. д. / 42.10111° пн. ш. 88.76333° зх. д. (42.101062, -88.763197).  За даними Бюро перепису населення США в 2010 році селище мало площу 2,64 км², з яких 2,57 км² — суходіл та 0,07 км² — водойми.

## Демографія
Згідно з переписом 2010 року, у селищі мешкали 1164 особи в 382 домогосподарствах у складі 302 родин. Густота населення становила 442 особи/км².  Було 402 помешкання (153/км²).
Расовий склад населення:
| - 94,4 % — білих - 0,8 % — чорних або афроамериканців - 0,4 % — азіатів - 0,3 % — корінних американців - 2,5 % — осіб інших рас |

До двох чи більше рас належало 1,5 %. Частка іспаномовних становила 9,7 % від усіх жителів.
За віковим діапазоном населення розподілялося таким чином: 32,0 % — особи молодші 18 років, 62,4 % — особи у віці 18—64 років, 5,6 % — особи у віці 65 років та старші. Медіана віку мешканця становила 35,2 року. На 100 осіб жіночої статі у селищі припадало 99,0 чоловіків;  на 100 жінок у віці від 18 років та старших — 101,3 чоловіків також старших 18 років.
Середній дохід на одне домашнє господарство  становив 72 771 долар США (медіана — 67 344), а середній дохід на одну сім'ю — 79 735 доларів (медіана — 76 563). Медіана доходів становила 52 054 долари для чоловіків та 39 444 долари для жінок. За межею бідності перебувало 11,0 % осіб, у тому числі 17,8 % дітей у віці до 18 років та 2,6 % осіб у віці 65 років та старших.
Цивільне працевлаштоване населення становило 523 особи. Основні галузі зайнятості: виробництво — 25,2 %, освіта, охорона здоров'я та соціальна допомога — 18,0 %, будівництво — 11,9 %, науковці, спеціалісти, менеджери — 10,5 %.